# Юнгског, Сюзанн
Мари Сюзанн Юнгског (швед. Marie Susanne Ljungskog, род. 16 марта 1976, Хальмстад) — шведская профессиональная шоссейная велогонщица, выступавшая с 1999 по 2010 годы. Участница четырёх олимпийских игр (1996, 2000, 2004 и 2008). Чемпионка мира и победительница мирового шоссейного рейтинга UCI 2002 и 2003 года. Победительница нескольких гонок Мирового шоссейного кубка.

## Карьера

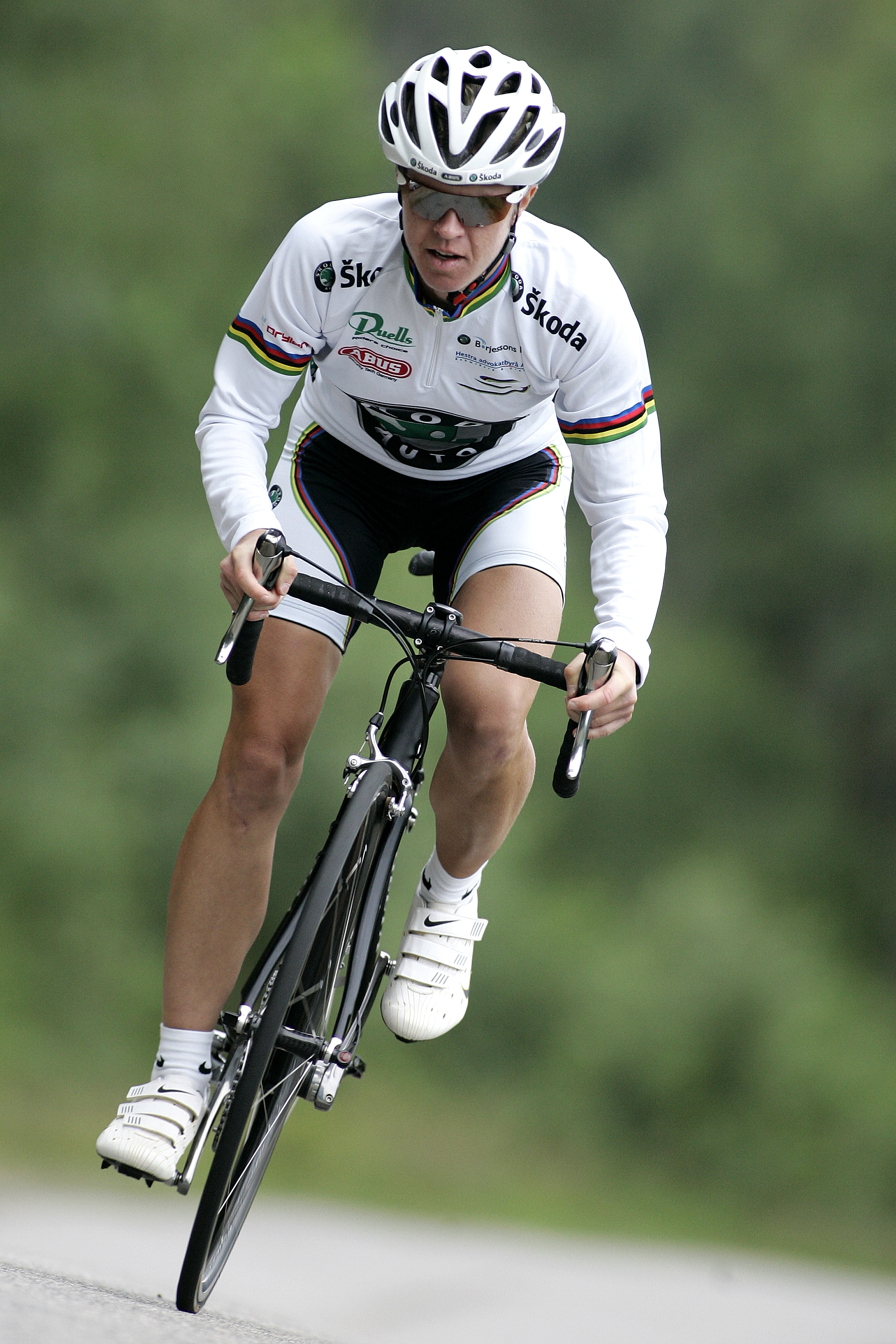
Сюзанн Юнгског в 2008 году

Специалист по шоссейным гонкам, Сюзанн Юнгског за свою карьеру одержала большое количество побед, как в однодневных гонках, так и в многодневках.
Так, в 1998 году на чемпионате Европы по шоссейному велоспорту среди спортсменов до 23 лет Юнгског выиграла групповую гонку и заняла второе место в индивидуальной гонке.
Юнгског четыре раза принимала участие в Олимпийских играх (1996, 25-е место в групповой гонке; 2000; 2004 — 33 место и 2008). Её лучшим результатом стало десятое место в индивидуальной гонке с раздельным стартом на Олимпийских играх 2008 года в Пекине.
На чемпионате мира по шоссейному велоспорту 2002 года в Золдере (Бельгия) она выиграла групповую гонку, опередив в финишном спринте Николь Брендли и Жоан Соммаррибу.
В 2003 году в Гамильтоне (Канада) защитила свой титул, также в финишном спринте опередив Мирьям Мельхерс и Николь Кук, что стало беспрецедентным успехом в шведском велоспорте. В оба года она также возглавляла мировой шоссейный рейтинг UCI, став в нём первым спортсменом из своей страны — как среди мужчин, так и среди женщин.
Юнгског восемь раз становилась чемпионкой Швеции, в том числе семь раз в групповой гонке и один раз в индивидуальной гонке с раздельным стартом.
В 2004 году она участвовала в гонке Scandinavian Open, став первой женщиной, участвовавшей в мужских велогонках в календаре UCI.
Сюзанн Юнгског также побеждала в общем зачёте на Тур де л'Од феминин (дважды, в 2007 и 2008 годах) и Джиро ди Тоскана — Мемориал Микелы Фанини (трижды — в 2002, 2003 и 2005 годах). На её счету также победы в двух Холланд Ледис Тур (2003 и 2006), Трофео Коста Этруска I (2003), Дуранго-Дуранго Эмакумин Сариа (2006), Эмакумин Бира (2007), Хроно Наций (2007, 2008). Она выигрывала этапы и поднималась на подиум в трёх женских Гранд-турах, особенно примечательны две подряд победы в общем зачёте на Тур де л'Од феминин (2007 и 2008).
Она выиграла пять гонок Кубка мира: Гран-при Швейцарии (2001), Примавера Роза (2001), Гран-при Кастилии и Леона (2005), Опен Воргорда RR (2006) и Тур Берна в 2008 году. Была второй в общем зачёте Кубка мира в 2005 году и третьей в 2001 году.
Юнгског ушла из велоспорта в мае 2010 года. Причиной послужило заболевание крови, «гемохроматоз» (нарушение обмена веществ).

## Достижения
1994
 Чемпионат Швеции, групповая гонка
 Чемпионат Швеции, индивидуальная гонка
2-я на Driedaagse van Pattensen
3-я на Чейтрампет
3-я на Туре Тюрингии
1996
2-я на Чемпионате Швеции, индивидуальная гонка
3-я на Чемпионате Швеции, групповая гонка
6-я на Чемпионате Европы, групповая гонка U-23
1997
3-я на Чемпионате Швеции, индивидуальная гонка
5-я на Чемпионате Европы, групповая гонка U-23
6-я на Чемпионате Европы, индивидуальная гонка U-23
1998
 Чемпионат Европы, групповая гонка U-23
5-й и 11-й этапы Тур де л'Од феминин
Чейтрампет
2-я на Чемпионате Европы, индивидуальная гонка U-23
2-я на Чемпионате Швеции, индивидуальная гонка
2-я на Туре Польши
2-я на Туре Тюрингии
3-я на Чемпионате Швеции, групповая гонка
6-я на Гран-при Швейцарии
1999
2-я на Чемпионате Швеции, индивидуальная гонка
2-я на Чемпионате Швеции, групповая гонка
3-я на Холланд Ледис Тур
5-я на Гран-при Швейцарии
10-я на Туре Роттердама
2000
2-я на Чемпионате Швеции, групповая гонка
3-я на Холланд Ледис Тур
3-я на Вуэльте Майорки
4-я на Чемпионате мира, групповая гонка
5-я на Туре Роттердама
5-я на Гран-при Швейцарии
6-я на Флеш Валонь Фамм
2001
Гран-при Швейцарии
Примавера Роза
12-й этап Гранд Букль феминин
2-я на Чемпионате Швеции, индивидуальная гонка
2-я на Монреаль Ворлд Кап
3-я на Туре де л’Од феминин
6-я на Либерти Классик
7-я на Чемпионате мира, групповая гонка
10-я на Флеш Валонь Фамм
2002
 Чемпионат мира, групповая гонка
1-й этап Trophee Feminin Mediterraneen
14-й этап Гранд Букль феминин, индивидуальная гонка
Джиро ди Тоскана — Мемориал Микелы Фанини:
- генеральная классификация
- пролог, 1-й и 6-й этапы

2-я на Чемпионате Швеции, индивидуальная гонка
2-я на Trophee Feminin Mediterraneen
2-я на Гранд Букль феминин
3-я на Чемпионате Швеции, групповая гонка
3-я на Туре Сноуи
3-я на Гран-при Плуэ — Бретань
6-я на Гран-при Швейцарии
7-я на Нью Зиланд Ворлд Кап
10-я на Примавера Роза
2003
 Чемпионат мира, групповая гонка
 Чемпионат Швеции, групповая гонка
 Чемпионат Швеции, индивидуальная гонка
Холланд Ледис Тур
Джиро ди Тоскана — Мемориал Микелы Фанини
2-я на Туре Тюрингии
2-я на Джиро дель Трентино-Альто-Адидже — Южный Тироль
3-я на Туре де л’Од феминин
3-я на Туре Роттердама
5-я на Амстел Голд Рейс
5-я на Монреаль Ворлд Кап
2004
 Чемпионат Швеции, групповая гонка
 Чемпионат Швеции, индивидуальная гонка
6-й этап Тура Тюрингии
6-я на Гран-при Кастилии и Леона
2005
 Чемпионат Швеции, групповая гонка
Гран-при Кастилии и Леона
Джиро ди Тоскана — Мемориал Микелы Фанини:
- генеральная классификация
- 6-й этап

3-й этап Тура Новой Зеландии
3-й этап Грация Орлова
2-й этап Эмакумин Бира
7-й этап Холланд Ледис Тур
2-я на Туре Фландрии
2-я на Туре Тюрингии
2-я на Холланд Ледис Тур
2-я на Туре Джелонга
2-я на Грация Орлова
2-я на Гран-при Уэльса
5-я на Монреаль Ворлд Кап
7-я на Чемпионате мира, групповая гонка
7-я на Австралиа Ворлд Кап
7-я на Нью Зиланд Ворлд Кап
8-я на Флеш Валонь Фамм
10-я на Примавера Роза
2006
 Чемпионат Швеции, групповая гонка
 Чемпионат Швеции, индивидуальная гонка
10-й этап Тур де л'Од феминин
Дуранго-Дуранго Эмакумин Сариа
4-й этап Эмакумин Бира
7-й этап Джиро Донне
Холланд Ледис Тур
Опен Воргорда RR
2-я на Тур де л'Од феминин
2-я на Эмакумин Бира
2-я на Ледис Голден Хоур
3-я на Гран-при Кастилии и Леона
3-я на Джиро Донне
6-я на Гран-при Плуэ — Бретань
7-я на Нью Зиланд Ворлд Кап
8-я на Туре Фландрии
2007
Тур де л'Од феминин
Эмакумин Бира
7-й этап Тура Тюрингии
Хроно Наций
2-я на Холланд Хилс Классик
3-я на Трофео Коста Этруска II
6-я на Туре Фландрии
9-я на Гран-при Плуэ — Бретань
2008
Тур Берна
Тур де л'Од феминин:
- генеральная классификация
- 4-й этап

6-й этап Тура Ардеш
Хроно Наций
3-я на Чемпионате Швеции, групповая гонка
3-я на Туре Джелонга
3-я на Мемориале Давиде Фарделли
3-я на Туре Ардеш
7-я на Чемпионате мира, индивидуальная гонка
9-я на Туре Нюрнберга
10-я на Олимпийских играх, индивидуальная гонка
2009
2-я на Чемпионате Швеции, индивидуальная гонка
3-я на Туре Тюрингии
3-я на Опен Воргорда TTT
7-я на Туре Берна
8-я на Опен Воргорда RR

### Статистика выступления наГранд-турах
| Гонка / Год          | 1995           | 1996           | 1997           | 1998           | 1999           | 2000           | 2001           | 2002           | 2003           | 2004           | 2005           | 2006 | 2007 | 2008 | 2009 |
| -------------------- | -------------- | -------------- | -------------- | -------------- | -------------- | -------------- | -------------- | -------------- | -------------- | -------------- | -------------- | ---- | ---- | ---- | ---- |
| Гранд Букль феминин  | 35             | —              | 39             | —              | —              | 15             | 6              | 2              | 7              | —              | —              | —    | —    | —    | —    |
| Рут де Франс феминин | не проводилась | не проводилась | не проводилась | не проводилась | не проводилась | не проводилась | не проводилась | не проводилась | не проводилась | не проводилась | не проводилась | 4    | —    | —    | —    |
| Тур де л'Од феминин  | —              | 58             | —              | 5              | —              | 15             | 3              | 5              | 3              | 9              | DNF            | 2    | 1    | 1    | 11   |
| Джиро д’Италия Донне | —              | —              | —              | —              | —              | DNF            | 11             | —              | —              | DNF            | —              | 3    | 6    | 23   | 9    |

### Рейтинги
| Год                 | 1997 | 1998 | 1999 | 2000 | 2001 | 2002 | 2003 | 2004 | 2005 | 2006 | 2007 | 2008 | 2009 |
| ------------------- | ---- | ---- | ---- | ---- | ---- | ---- | ---- | ---- | ---- | ---- | ---- | ---- | ---- |
| Мировой рейтинг UCI | 37-й | 15-й | 50-й | 13-й | 8-й  | 1-й  | 1-й  | 33-й | 2-й  | 3-й  | 7-й  | 12-й | 23-й |
| Мировой кубок UCI   |      | 28-й | 31-й | 6-й  | 3-й  | 6-й  | 9-й  | 36-й | 2-й  | 5-й  | 31-й | 11-й | 15-й |
|                     |      |      |      |      |      |      |      |      |      |      |      |      |      |
| Источник: UCI       |      |      |      |      |      |      |      |      |      |      |      |      |      |

## Награды
В 2002 году Юнгског получила золотую медаль Svenska Dagbladet «за самое значительное шведское спортивное достижение года».